# Colombophilie militaire
 (décembre 2014).
Si vous disposez d'ouvrages ou d'articles de référence ou si vous connaissez des sites web de qualité traitant du thème abordé ici, merci de compléter l'article en donnant les références utiles à sa vérifiabilité et en les liant à la section « Notes et références ».

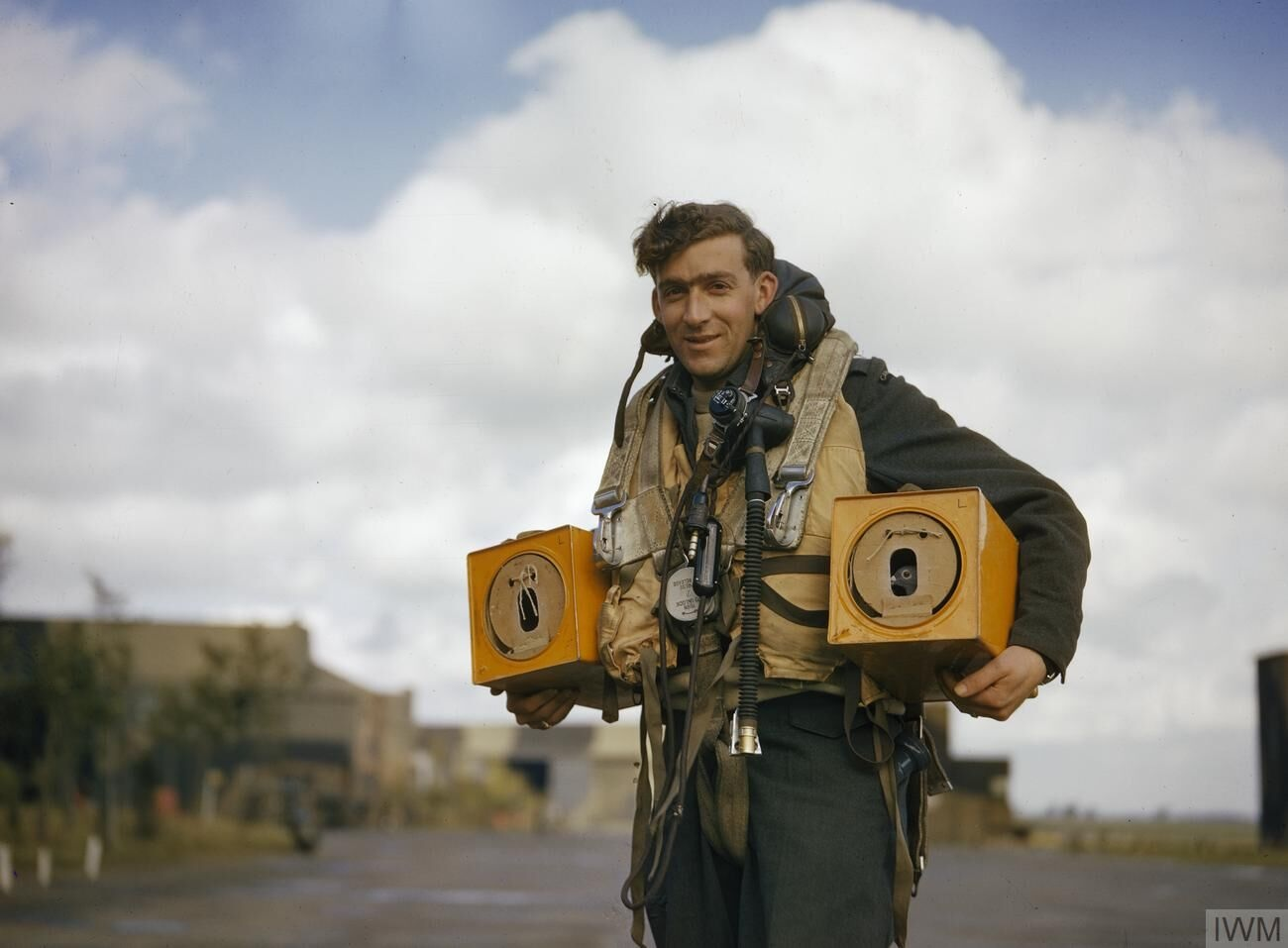
Membre d'équipage d'un bombardier Avro Lancaster pendant la Seconde Guerre mondiale portant des pigeons voyageurs dans des caisses.
Les pigeons étaient transportés dans les bombardiers comme un moyen de communication dans le cas d'un accident, d'amerrissage ou de panne radio.

La colombophilie militaire est la science de l'utilisation des pigeons voyageurs à des fins militaires.

## Le pigeon, messager depuis toujours

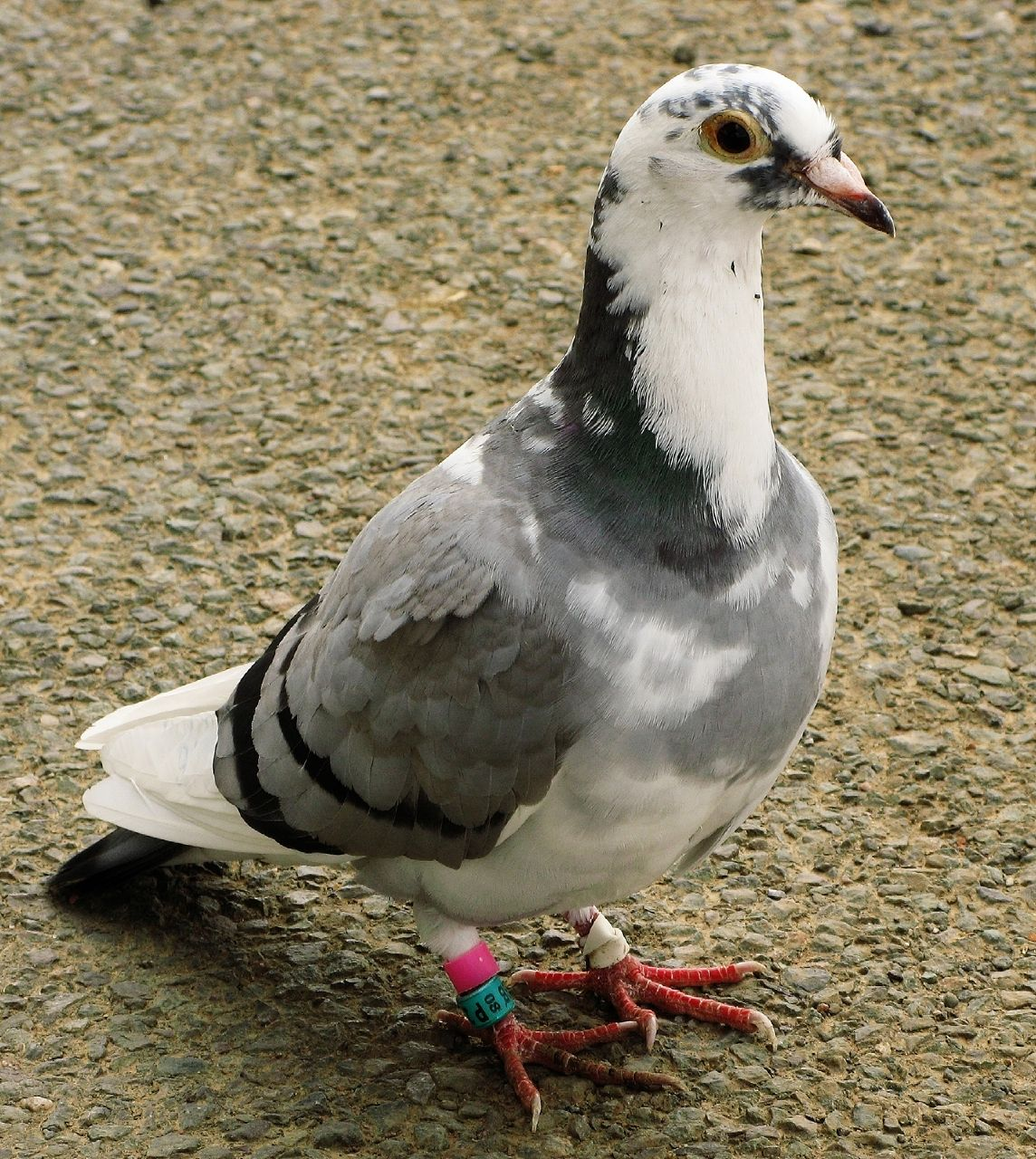
Un pigeon voyageur.

Le pigeon messager est déjà cité dans la Bible. En effet, après quarante jours de déluge, Noé lâche une colombe qui revient en tenant dans son bec un brin d'herbe qui prouve que les eaux se sont retirées.
Trois mille ans avant Jésus-Christ, les pigeons sont utilisés par les navigateurs égyptiens pour annoncer leur arrivée au port plusieurs jours à l'avance. Plus tard, les Grecs les utilisent pour annoncer les résultats des Jeux olympiques. Jules César informe le Sénat de ses victoires par pigeon voyageur.
En 732, Charles Martel annonce ainsi la victoire de Poitiers sur les Sarrasins.
Au cours des siècles qui suivent, les pigeons continuent à être employés pour acheminer l'information dont la maîtrise est un facteur de puissance et souvent de richesse.
Avant l'abolition des privilèges en France le 4 août 1789, seuls les nobles et le clergé ont le droit de posséder des colombiers.
Le 18 juin 1815, Napoléon est défait à la bataille de Waterloo. Ce jour-là le télégraphe de Chappe n'est pas opérationnel à cause du brouillard. Selon une légende, très répandue dès le XIXe siècle, Nathan Mayer Rothschild est installé à Londres. Par pigeon voyageur privé, il est informé de la défaite française avant le gouvernement anglais. Il spécule sans risque en achetant massivement à la Bourse et réalise des plus-values.
Au début des deux conflits mondiaux, les Allemands s'empressent d'interdire la possession de pigeons voyageurs dans les territoires occupés et la punissent de mort.

## Historique
L'idée de recourir aux pigeons voyageurs dans les opérations militaires remonte à l'Antiquité. En 43 avant Jésus-Christ, les légions d'Antoine assiègent Modène. Decimus Brutus, qui défend la cité, envoie à Hirtius, au camp des consuls, des lettres attachées aux pattes de pigeons. Pline en conclut : 

« Que servaient donc à Antoine ses retranchements profonds, la vigilance de ses sentinelles et même les filets tendus à travers le fleuve, quand il est possible de communiquer avec l'extérieur par la route du ciel ? »

— Pline l'Ancien, Histoire naturelle 10/LIII
Le pigeon voyageur a toujours joué un rôle primordial dans les guerres de siège, parfois au détriment des assiégés. En 1098, lors de la Première Croisade, Godefroi de Bouillon s'épuise en faisant le siège du fort d'Hajar, dans la plaine de Saint-Jean-d'Acre. Il s'apprête à lever le camp, quand un pigeon abattu en plein vol lui apprend que les assiégés sont au bord de la capitulation.
Au début du XXe siècle, des pigeons photographes sont utilisés pour de la reconnaissance aérienne à petite échelle par l'Allemagne.

### En France
La guerre franco-prussienne de 1870-1871 met en lumière l'importance du pigeon voyageur. C'est le seul moyen de communication avec l'extérieur pour Paris assiégé. Plus de 1 500 pigeons voyageurs ont été mis en place par des patriotes du nord de la France dans l'éventualité d'un siège de la capitale. Dans le sens Province-Paris, cette précaution n'a pas été prise. Les pigeons sont sortis de Paris par ballon. Sur 358 pigeons ainsi acheminés, une cinquantaine seulement réussissent à revenir en raison du froid intense et du manque d'entraînement. Dans le même temps, l'efficacité du pigeon voyageur est augmentée par l'invention de la microphotographie qui permet de placer de nombreuses dépêches sur un seul support. Ce dernier est lu à l'arrivée sur un écran de projection. L'utilité militaire du pigeon voyageur est désormais démontrée. Des colombiers militaires sont créés. Les élevages et les entraînements sont rigoureux.
Vers 1895, Le 24e bataillon du 5e régiment du génie réuni les personnels colombophiles et télégraphistes militaires, et prend garnison au Mont-Valérien, puis passe au 8e régiment de génie, en 1912.

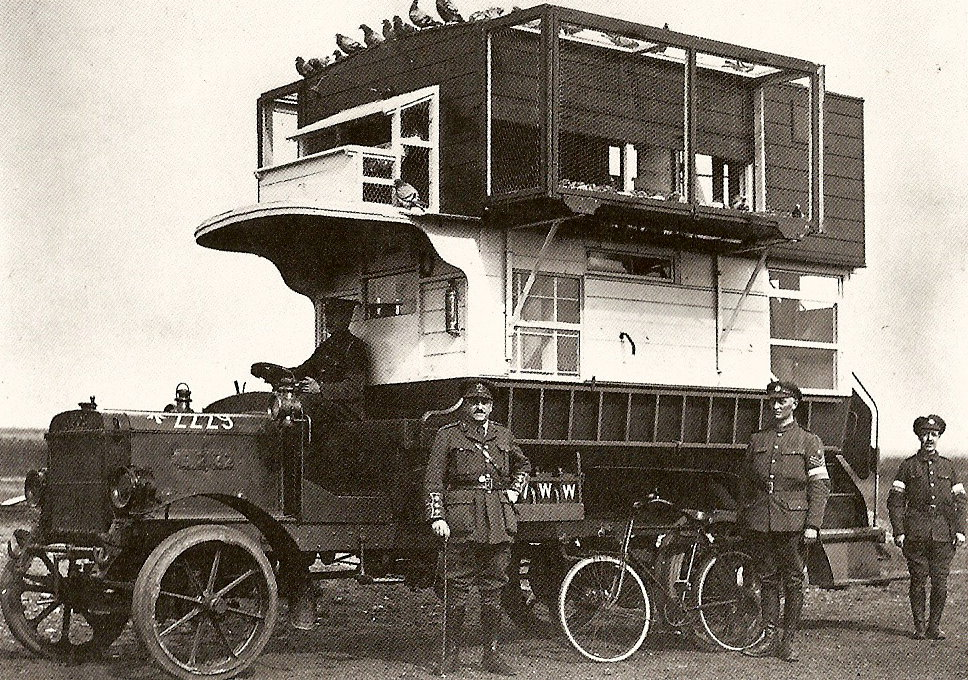
Un bus de type B Londonien transformé en un pigeonnier pour une utilisation dans le nord de la France et la Belgique pendant la Première Guerre mondiale.

Pendant la Première Guerre mondiale, plus de 30 000 pigeons sont utilisés par les armées françaises. L'un d'eux, surnommé « Le Vaillant », ultime pigeon lancé depuis le fort de Vaux le 4 juin 1916, est célèbre pour avoir réussi à franchir les lignes ennemies.
Les pigeons sont d'une fiabilité totale sur les courtes distances qu'ils doivent parcourir. Ils accomplissent leurs missions malgré les bombardements, la fumée, les projectiles, la brume et la poussière, alors que les liaisons téléphoniques sont constamment interrompues, que les estafettes sont retardées par les obstacles et les signaux optiques sont inopérants. Des actes d'héroïsme sont enregistrés et récompensés comme tels et justifient leur devise : Franchir ou mourir.
Une autre activité a été confiée aux pigeons, celle de prendre des photos des dispositifs ennemis grâce à des appareils légers à déclenchement automatique fixés sur leur poitrine. Certains ont rapporté des clichés magnifiques et du plus grand intérêt opérationnel.
Pendant la Seconde Guerre mondiale, les pigeons voyageurs sont à nouveau utilisés, mais la vitesse de l'avance allemande, puis l'occupation désorganisent les colombiers. Lorsque la Résistance s'organise, elle a également recours à ces volatiles. Plus de 16 500 pigeons anglais sont parachutés en France. Ils permettent aux patriotes français de renseigner Londres de manière très efficace, grâce à leur entraînement dans des concours internationaux avant la guerre.

Beaucoup de pigeons reçoivent les plus hautes distinctions militaires. L'un des pigeons les plus célèbres est Le Vaillant. Pendant quatre jours, le fort de Vaux est soumis sans répit à une formidable offensive des Allemands qui tirent contre lui plus de 8 000 obus par jour. Le 4 juin 1916, à 11h30, Le Vaillant, pigeon femelle, quatrième et dernier des pigeons voyageur envoyés, dont le matricule est le no 787-15, transporte l'ultime message du commandant Raynal qui était :

« 4-6-16 11h30 : Nous tenons toujours mais nous subissons une attaque par les gaz et les fumées très dangereuses. Il y a urgence à nous dégager. Faites nous donner de suite communication optique par Souville qui ne répond pas à nos appels. C'est mon dernier pigeon. Raynal. »

— Commandant Raynal.
Malgré les gaz et les fumées, le pigeon parvient à destination et transmet le message. Dans l'impossibilité d'un dégagement, le capitaine Raynal se rend le 7 juin 1916.
Le pigeon Vaillant sera cité à l'ordre de la Nation et reçoit le diplôme de la Bague d'honneur : « Malgré les difficultés énormes résultant d’une intense fumée et d’une émission abondante de gaz, a accompli la mission dont l’avait chargé le Commandant Reynal, unique moyen de communication de l’héroïque défenseur du Fort de Vaux, a transmis les derniers renseignements qu’il avait reçus de cet Officier. Fortement intoxiqué, est arrivé mourant au colombier. »,.
Il sera soigné par les colombophiles militaires. Il aurait survécu et aurait été présenté à l'exposition internationale d'aviculture de 1920. Après sa mort naturelle il fut empaillé et il est conservé au fort Mont-Valérien.
Au début du XXIe siècle, il existe un musée colombophile militaire situé dans la forteresse du Mont-Valérien en région parisienne. Il est responsable d'un colombier militaire comprenant 181 pigeons en février 2021, rattaché au 8e régiment de transmission.

### En Belgique
L'armée belge a notamment utilisé des pigeons pendant la Première et la Seconde Guerre mondiale. Une statue, située à Bruxelles au square des Blindés et dont le piédestal porte la mention Au pigeon soldat, leur a été édifiée en signe de reconnaissance. Cette statue, due au sculpteur Victor Voets (1882-1950) et inaugurée en 1931, représente un pigeon prêt à aller porter un message confié par la Patrie reconnaissante et dépoitraillée. Une autre et portant la même mention est dressée à Charleroi, au parc Astrid.

### En Chine
En début d'année 2011, l'armée populaire de libération décide de « recruter » et d'entraîner 10 000 pigeons voyageurs, en plus des 200 déjà existants.